# Земо Артані
Земо Артані (груз. ზემო არტანი) — село в Грузії.
За даними перепису населення 2014 року в селі проживає 30 осіб.